# Pavel Kosatík
Pavel Kosatík (* 13. června 1962 Boskovice) je český intelektuál, spisovatel, scenárista a publicista. Zabývá se hlavně novodobými dějinami Česka a Slovenska.

## Vzdělání a zaměstnání
Narodil se v Boskovicích, kde vystudoval gymnázium. Už na základní škole tíhl ke psaní a malování, se spolužáky tvořil časopis s komiksy, který sám ilustroval. V roce 1980 nastoupil na Právnickou fakultu tehdejší Univerzity J. E. Purkyně v Brně (dnešní Masarykova univerzita); studium práv dokončil v roce 1984 v Praze, na Právnické fakultě Univerzity Karlovy. Zkraje 80. let se pro něj stal únikem z normalizační reality okruh lidí kolem sci-fi a začal psát své první sci-fi povídky.
| „               | Taky jsem v té době začal vydávat samizdatové antologie zahraniční sci-fi, nazvané Lety zakázanou rychlostí, vyšly tři díly, poslední z roku '88 už byl celkem profesionální, s obálkou od Káji Saudka. Žili mezi náma SF spisovatelé, první mého života: Josef Nesvadba, Jaroslav Veis, Ondřej Neff ad.. Do toho jsem pořád psal povídky. Byla ovlivněná Vonnegutem, to byl tenkrát taky můj guru. | “ |
| — Pavel Kosatík | |   |

Po studiích začal pracovat v agentuře DILIA jako právník specializovaný na autorské právo, po dvou letech přešel do nakladatelství Československý spisovatel (1986–1990). Po revoluci v roce 1989 založil nakladatelství Knižní podnikatelský klub, v němž vyšla roku 1991 jeho první kniha, Kamarádi z prérie, určená dětem. Poté s Michalem Třeštíkem založili nakladatelství Kdo je kdo.
Vystupoval rovněž na podvečerech v Divadle Kolowrat a Klubu techniků (na Novotného lávce v Praze 1), které pořádalo Masarykovo demokratické hnutí.
Pracoval jako redaktor v několika nakladatelstvích a v redakcích. V Mladé frontě DNES působil jako redaktor a editor přílohy Víkend a čtvrtečního Magazínu (1992–95). Krátce byl zástupcem šéfredaktora časopisu Reflex (1995), působil v Hospodářských novinách či v časopise Ikarie. Od roku 1996 je na „volné noze“.

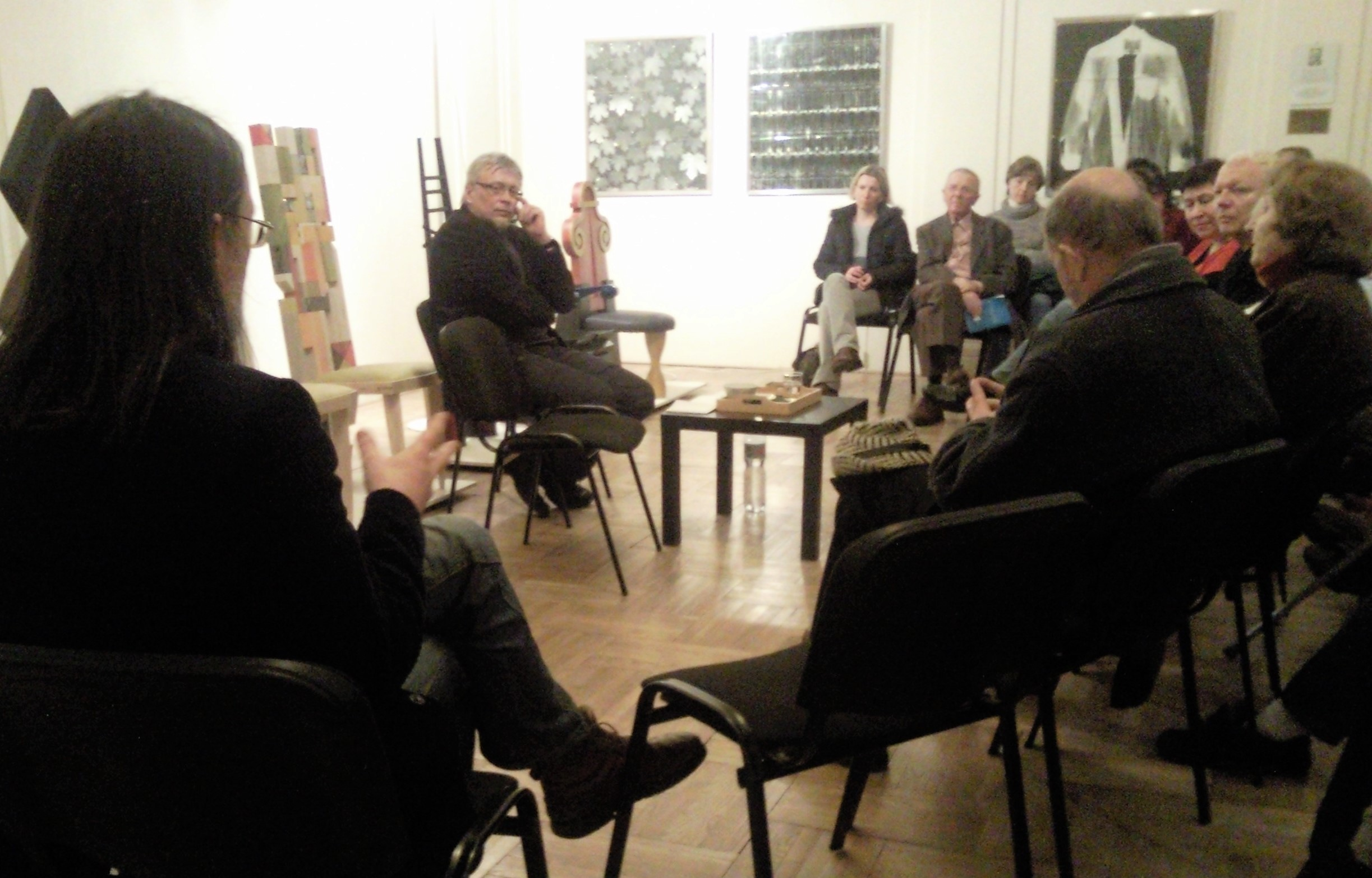
Pavel Kosatík přednáší v Muzeu umění a designu Benešov.

Dnes je znám jako spisovatel literatury faktu, esejista a scenárista.
Tvoří také libreta k výstavám. V roce 2013 začala jeho spolupráce s manželi Kinskými, majiteli žďárského zámku (a kdysi cisterciáckého kláštera). Tamní Muzeum nové generace bylo zpřístupněno v roce 2015 a návštěvníkův dojem se zde buduje z multimediálních a interaktivních zážitků. Sedm set let historie areálu se zde vypráví prostřednictvím nejrůznějších typů filmových animací.

## Tvorba

### Životopisné knihy a rozhovory
Námětem biografických knih PK jsou politikové (Jan Masaryk, T. G. Masaryk) nebo jejich ženské protějšky (Deset žen z Hradu, Olga Havlová), intelektuálové a spisovatelé (F. Peroutka, P. Tigrid, P. Kohout) či celé generace (Šestatřicátníci). Zabýval se také sportovci (V. Čáslavská, E. Zátopek) nebo umělci (J. Novotná, S. Sulek). V knihách rozhovorů mu byli partnery Madla Vaculíková (manželka Ludvíka Vaculíka), režisérka Helena Třeštíková nebo Jiří Planner.
Jedinec je mu vždy klíčem k pochopení doby. „Hodně jsme se zajímal o psychologii, i jsem to studoval a v jednu dobu uvažoval, že bych byl terapeutem. Ale nenašel jsem k tomu odvahu. To 'odemykání lidí' dělám na papíře. Člověk jako klíč k době není špatný metoda. Člověk si může porovnávat sebe sama s tím, jak se choval ten hrdina.“

### „Česká pentalogie“
Původně časopisecké seriály publikované v časopise Týden daly později vzniknout knihám České snění (2010), Čeští demokraté (2010) a České okamžiky (2011). „Těm třem knížkám jsem pro sebe říkal Česká trilogie, a zdálo se mi, že je to trojnožka, která stojí rozložená na třech žánrech: eseje, biografie a atmosféry, zdálo se mi, že to nějak kompletuje českou realitu.“
Z obdobného rok a půl trvajícího seriálu týdeníku Respekt poté vznikla kniha Česká inteligence (2011). Od r. 2022 vychází volné pokračování série portrétů českých intelektuálů v Deníku N pod názvem Česká inteligence 20. století. „Ti ‚demokrati‘ byli muži plus minus politiky, tj. akceptující nějak realitu moci a chovající se podle toho. Ta ‚inteligence‘ byli lidi, kteří přijali společenské angažmá bez toho, aby použili pravidla moci. Pár lidí bylo myslím v obou těch knížkách (třeba TGM), protože se mi zdálo, že se dají interpretovat tak i tak a že je to pokaždé něčím jiným zajímavé. V podstatě jsem těmi ‚inteligenty‘ chtěl popsat různé předbojovníky dnešní rodící se tzv. občanské společnosti.“
Také seriál Česká inteligence 20. století by měl být v budoucnu vydán knižně.

### České století
Nikoli učebnicové zobrazení známých klíčových událostí dějin, ale jejich pozadí, motivace aktérů a hlavně způsob, jakým se přijímala zásadní rozhodnutí. To byla ambice tvůrců seriálu České století režiséra Roberta Sedláčka a Pavla Kosatíka. „Byl jsem tehdy zoufalý z politického vývoje v ČR, nabíhalo uchvácení státu, prolnutí státu s firmou. Říkali jsme si, že musíme přijít na to, jak se přijímají politická rozhodnutí, pojmenovat klíčové okamžiky, posadit ty chlapy ke stolu a ukázat, jak rozhodnutí bylo přijato.“

### Slovenské století
Z mnoha materiálů nalezených a prostudovaných při práci na „českých“ knihách vznikla na konci roku 2021 kniha Slovenské století, kde PK esejistickou formou nahlíží na sto let dějin slovenského národa.
„Myslím si, že nebýt první ČSR, možná by se Slovákům po roce 1918 v pokračujícím společném státě s Maďary dál obtížně hájila jejich existence. Možná by tlak na ně (už před rokem 1918 silný) dál vzrostl. Myslím si, že pokud by velké Uhry zůstaly zachovány v nějaké podobě, nemaďarské národy by před sto lety nedostaly prostor, jaký si Slováci vytvořili v první čs. republice. A ačkoliv i Češi udělali ve dvacátém století ve vztahu ke Slovákům spoustu chyb, dokázali jim alespoň nezabránit v jejich prudkém, ve výsledku šťastném rozvoji. Nejde mi o něčí dávné zásluhy, dnes navíc asi nepodstatné. Ale fascinuje mě, tím spíš, že jsem Čech, jak Slováci dokázali svého dvacátého století využít, jak obrovský kus cesty v něm urazili. Řekl bych, že to vyniká právě ve srovnání s námi Čechy, kteří jsme jim byli celou dobu nejblíž.“
Kniha zaznamenala velký ohlas v Česku i na Slovensku, několik týdnů se držela v předních pozicích na žebříčku nejprodávanějších knih Kosmasu. PK ji představil na třítýdenním turné po Slovenské republice v květnu 2022.
Volným pokračováním bude kniha o novějších, polistopadových dějinách Slovenska, která vyjde na podzim 2022.

### Jak to vidí
Od roku 2005 je Pavel Kosatík hostem pořadu Jak to vidí na Českém rozhlase Dvojka. S moderátory Zitou Senkovou či Vladimírem Krocem rozebírá témata, která aktuálně hýbou českou veřejností, z historické perspektivy. Věnuje se také výročím nebo osobnostem české historie. Věnuje se dlouhodobě tématu občanské společnosti, zodpovědnosti jedince a úlohy tzv. elit.

## Ocenění
- Za knihu Jan Masaryk: Pravdivý příběh získal Výroční cenu nakladatelství Mladá fronta za rok 1999.
- Za knihu Ferdinand Peroutka: Pozdější život (1938–1978) obdržel Výroční cenu Nadace Český literární fond za původní literaturu za rok 2000[3] a od Nadace Charty 77 Cenu Toma Stopparda za rok 2001. Tuto knihu také ocenili čtenáři ve vánoční anketě Lidových novin jako nejzajímavější knihu literatury faktu v roce 2000.
- Za rok 2009 získal novinářskou Cenu Ferdinanda Peroutky.[4][5]
- V roce 2010 se jeho soubor 16 esejů s názvem České snění umístil na 4. místě v anketě Kniha roku Lidových novin.[6]
- Jeho kniha České snění (Torst, 2010) byla na portálu Českého literárního centra zařazena do přehledu Vrcholy české non-fiction 2007–2017[7].
- V roce 2024 mu prezident České republiky Petr Pavel udělil Medaili Za zásluhy 1. stupně – za zásluhy o stát v oblasti kultury a umění.[8]

## Dílo

### Knihy
- Poslední sázka Abe Korkorána – Horák, Ústí nad Labem 1992 (psáno 1984)[9]
- Manželky prezidentů (aktualizovaná a přepracovaná vydání):
  - Osm žen z Hradu: manželky prezidentů – Mladá fronta, Praha 1993, ISBN 80-204-0367-1
  - Devět žen z Hradu – Mladá fronta, Praha 1999, ISBN 80-204-0776-6
  - Manželky prezidentů: Deset žen z hradu – Mladá fronta, Praha 2009, ISBN 978-80-204-2077-0
- Bankéř první republiky – Motto a Restituční investiční fond, Praha 1996 (druhé vydání nakladatelství Mladá fronta, Praha 2010, ISBN 978-80-204-2076-3)
- „Člověk má dělat to, nač má sílu“. Život Olgy Havlové – Mladá fronta, Praha 1997
- Jan Masaryk. pravdivý příběh spolu s M. Kolářem – Mladá fronta, Praha 1998
- Ferdinand Peroutka: Pozdější život (1938–1978) – Paseka, Praha 2000, (druhé vydání nakladatelství Mladá Fronta, Praha 2011, ISBN 978-80-204-2075-6)
- Fenomén Kohout – Paseka, Praha 2001, ISBN 80-7185-372-0
- Já jsem oves: Rozhovor s Madlou Vaculíkovou spolu s Madlou Vaculíkovou – Dokořán, Jaroslava Jiskrová – Máj, Praha 2002, ISBN 978-80-7363-408-7, ISBN 978-80-86643-49-6
- Menší knížka o německých spisovatelích z Čech a Moravy – Nakladatelství Franze Kafky, Praha 2002
- Ferdinand Peroutka: Život v novinách (1895–1938) – Paseka, Praha 2003, ISBN 80-7185-568-5
- Gottwaldovi muži – 1 spolu s historikem Karlem Kaplanem – Paseka, Praha 2004, ISBN 80-7185-616-9
- Sulek maluje – Host, Brno 2005, ISBN 80-7294-161-5
- „Ústně více“ : šestatřicátníci („kolektivní biografie“: Václav Havel, Josef Topol, Věra Linhartová, Jiří Kuběna, Viola Fischerová, Pavel Švanda a další) – Host, Brno 2006
- Sám proti zlu – Paseka, Praha 2009, ISBN 978-80-7185-971-0
- České snění – Torst, Praha 2010, ISBN 978-80-7215-393-0
- Čeští demokraté – Mladá fronta, Praha 2010, ISBN 978-80-204-2307-8
- České okamžiky – Torst, Praha 2011, ISBN 978-80-7215-413-5
- Česká inteligence – Mladá fronta, Praha 2011, ISBN 978-80-204-2373-3
- Věra Čáslavská – Život na Olympu – Mladá fronta, Praha 2012, ISBN 978-80-204-2630-7
- Tigrid, poprvé – Mladá fronta, Praha 2013, ISBN 978-80-204-2026-8
- Baronka v opeře: Život a zpívání Jarmily Novotné – Zámek Liteň, z. s., 2015, ISBN 978-80-260-8181-4
- Emil Běžec 00:10- Prostor 2015, ISBN 978-80-87064-18-4, a Universum 2019, ISBN 978-80-242-6297-0 (druhé vydání jako Emil Běžec)
- 100 x TGM – Universum 2017, ISBN 978-80-242-5898-0
- Sběrná kniha, rozhovor s Helenou Třeštíkovou – Paseka 2017, ISBN 978-80-7432-752-0
- Hovory s TGM: Scénář filmu s úvodním slovem autora – Universum 2018, ISBN 978-80-242-6236-9
- Zámek Žďár nad Sázavou: Minulost a současnost – Prostor – architektura, interiér, design, o.p.s. 2018, ISBN 978-80-87064-25-2
- Pražská defenestrace 23. května 1618 – Universum 2018, ISBN 978-80-242-6117-1
- Jiný T.G.M. – Paseka 2018, ISBN 978-80-7432-919-7
- 100 x Václav Havel – Euromedia Group 2019, ISBN 978-80-7617-929-5
- Kronika první republiky, rok 1918 – Albatros Media, České dukáty 2018
- Kronika první republiky, rok 1919 – Albatros Media, České dukáty 2019
- Kronika první republiky, rok 1920 – Albatros Media, České dukáty 2020
- Za oknem: 19 spisovatelů proti Covid-19 – Prostor 2020, ISBN 978-80-7260-451-7
- Slovenské století – Torst 2021, ISBN 978-80-7215-686-3
- Planner Story. Rozhovor Jiřího Plannera se spisovatelem Pavlem Kosatíkem – Euromedia Group 2021, ISBN 978-80-242-7840-7
- Česká inteligence XX. století - N media 2023[10]
- Jiří Harcuba - Život a dílo českého rytce skla a medailéra - České dukáty 2019, 2024, ISBN  978-80-7422-957-2
- Bedřich Smetana – Euromedia Group, Praha 2024, ISBN 978-80-242-9794-1
- Podnikání pod Davidovou hvězdou; Praha, 2024; 552 s. ISBN 978-80-7696035-0

### Audioknihy
- Jan Masaryk – Pravdivý příběh, načetl Jan Šťastný, vydala Audiotéka, 2017
- Tigrid, poprvé, načetl Jiří Hanák, vydal Radioservis, 2014[11]
- Ústně více – Šestatřicátníci, čte Petr Pelzer, Český rozhlas, 2007
- Emil Běžec, čte Ivan Trojan, Radioservis, 2016
- Jiný TGM, čte Pavel Batěk, Tympanum, 2019
- 100 x Václav Havel, čte Lukáš Hlavica a Ladislav Špaček, vydal Radioservis, 2020
- „Člověk má dělat to, nač má sílu“: Život Olgy Havlové, čte Jiří Ornest, vydal Radioservis, 2020
- 100 x TGM, čtou Dana Černá a Petr Čtvrtníček, Euromedia Group/Radioservis, 2019

### Komiksový cyklus Češi
- Češi 1918 – Jak Masaryk vymyslel Československo – Nakladatelství Mladá fronta, Praha 2013, ISBN 978-80-204-3158-5
- Češi 1952 – Jak Gottwald zavraždil Slánského – Nakladatelství Mladá fronta, Praha 2014, ISBN 978-80-204-2913-1
- Češi 1942 – Jak v Londýně vymysleli atentát na Heydricha – Nakladatelství Mladá fronta, Praha 2014, ISBN 978-80-204-3389-3
- Češi 1992 – Jak Mečiar s Klausem rozdělili stát – Nakladatelství Mladá fronta, Praha 2014, ISBN 978-80-204-3500-2
- Češi 1989 – Jak se stal Havel prezidentem – Nakladatelství Mladá fronta, Praha 2015, ISBN 978-80-204-3623-8
- Češi 1968 – Jak Dubček v Moskvě kapituloval – Mladá fronta, 2016, ISBN 978-80-204-3696-2
- Češi 1948 – Jak se KSČ chopila moci – Mladá fronta/Česká televize, 2016, ISBN  978-80-204-3728-0
- Češi 1977 – Jak z rok'n'rollu vznikla Charta – Mladá fronta/Česká televize 2016, ISBN  978-80-204-3390-9
- Češi 1938 – Jak Beneš ustoupil Hitlerovi – Mladá fronta/Česká televize 2016, ISBN  978-80-204-3388-6

### Články
- Proč mě nebaví číst SF – interkom, 1–2/1996
- Odstup nade všechno. Předběžný portrét Václava Klause, naprostého politického praktika – MF DNES, 15. 1. 2005
- 3. září 1940 – Čeští umělci jedou za Goebbelsem do říše – Týden, 29. 8. 2005
Za Goebbelsem do Němec – ČRo 3 – Vltava 1999, 60 min.

### Televizní zpracování a scénáře
- Jan Masaryk I a II – režie, scénář: Pavel Kosatík, Michal Kolář, ČT 1998, 2 × 60 min.
- Rok 1968 seriál – režie: Viktor Polesný, scénář: Viktor Polesný, Pavel Kosatík, ČT 1998, 3 × 52 min.
- Fenomén Kohout – režie: Viktor Polesný, scénář: Viktor Polesný a Pavel Kosatík, ČT2 1999, 60 min.
- Zmizení bankéře Preisse, ČT 2001, 60 min. (scénář)
- Samizdat – režie Andrej Krob, ČT 2003 (scénář spolu s A. Krobem)
- Příběh červených střevíčků – režie Josef Císařovský, ČT 2006 (scénář spolu s J. Císařovským), 60 min.
- České století, 2013 – režie Robert Sedláček
- Bůh s námi, od defenestrace k Bílé Hoře – česko-rakousko-francouzský televizní film 2018[12]

### Filmy
- Hovory s TGM – režie Jakub Červenka, 2018, 80 min.

### Časopisy
Šéfredaktor časopisu Národní 3, který vydávalo SSČ AV, v. v. i.

## Citáty
| „                                              | Film nemůže suplovat základní historické vzdělání. Aby se člověk domníval, že přijde z kina nebo zapne bednu a čekal, že se bude se dozvídat, co v životě proflákal, to by bylo absurdní. Kino, televize má přinášet nadstavbu, umělecký tvar, drama. Já musím (jako scenárista) vyprávět tak, aby na konci byla katarze. | “ |
| — v rozhovoru pro Rádio Slovensko, květen 2022 | |   |

| „ | Z mnoha svých názorů, s nimiž po roce 1989 vstupoval do politiky, slevil, jedna potřeba však zbytněla: distance od všech a od všeho. Ze světa lidí se Klaus vzdálil do světa forem – a z tohoto hlediska pro něho bylo životní výhrou, když se stal prezidentem, protože taková role formální život v podstatě předepisuje, člověk už za něj ani „nemůže“. Čím dál víc v podstatě každého svého kritika obviňuje ze zlých úmyslů, aniž se pokouší analyzovat jeho motiv. Není snadné s ním debatovat, protože debata se nevede o názorech, nýbrž o charakterech těch, kteří je zastávají. Svět má dvě části: tu, kterou Klaus „zná“ a jejíž (pro něho příznivé) názory vítá, a tu, kterou znát odmítá, protože ji pokládá za nepřátelskou jednou provždy. | “ |
| — Odstup nade všechno. Předběžný portrét Václava Klause, naprostého politického praktika, MF DNES, 15. 1. 2005 | |   |

| „                               | Pavel Kohout otevřel prakticky bez omezení svůj archív a na začátku řekl: ,Jsem nad věcí, dělejte si s tím, co chcete.‘ Prohlédl jsem si ten materiál a pochopil jsem, že takovou knížkou se dá otevřít otázka, proč se lidé za komunismu chovali tak, jak se chovali. A že má cenu otevřít tu otázku teď, a ne za třicet let. | “ |
| — v rozhovoru v Reflexu 51/2002 | |   |

| „ | Zdá se mi také, že určitý rozdíl mezi mužským a ženským myšlením bude existovat stále, protože je daný biologicky. To první tedy bude vždy víc racionální, spekulativní a analytické, a to druhé zase mnohem emotivnější. | “ |
| — KOSATÍK, Pavel. Nemiluju -ismy. In: Nové čtení světa: Feminismus devadesátých let českýma očima, M. Chřibková, J. Chuchma, E. Klimentová (eds.). Praha: One Woman Press, 1999. S. 28. | |   |

| „ | Existují samozřejmě mnohé způsoby náhradní kariéry, sublimace atd., ale to, čemu se říká smysl života u ženy, se většinou naplní při narození a výchově dětí. Podobně „smyslem“ života muže je nadále zajištění rodiny, tedy souhrn činností, které se vejdou pod pojem spolehlivosti. | “ |
| — KOSATÍK, Pavel. Nemiluju -ismy. In: Nové čtení světa: Feminismus devadesátých let českýma očima, M. Chřibková, J. Chuchma, E. Klimentová (eds.). Praha: One Woman Press, 1999. S. 28. | |   |